# Herman Makkink
Herman Makkink (Winschoten, 21 oktober 1937 – Suffolk, UK, 21 oktober 2013) was een Nederlandse beeldhouwer, graficus en tekenaar.

## Leven en werk
Na een studie chemie van 1955 tot 1959 in Groningen begon Makkink aan een voettocht door de wereld, waarbij hij zijn belevenissen beschreef onder de titel "Around the world on foot" en verkocht aan verschillende kranten in voornamelijk Zuidoost-Azië. Hij werkte in Japan als leraar Engels en trok naar Australië en Midden-Amerika. In de Verenigde Staten maakte hij zijn eerste assemblage van schroot. Na een kort verblijf in Griekenland vertrok hij naar Londen en werd daar technisch assistent 3-D aan het London College of Printing art school. In Londen deed hij mee aan verschillende groepsexposities.
In 1971 vond zijn eerste solo-expositie "Gnomes" plaats in het Courtauld Institute of Art. Makkink werkte, samen met zijn broer Kees Makkink, in het St. Catherine's Dock-complex in Londen, een voormalig industrieel complex dat door de stichting S.P.A.C.E. was omgebouwd tot een ateliercomplex. Daar ontdekte Stanley Kubrick in 1969 zijn werk en gebruikte dit in de film A Clockwork Orange uit 1971.
In 1972 vestigde Makkink zich in Amsterdam, maar hij verbleef ook regelmatig in Deià (Majorca). Zijn eerste solo-expositie bij de Wetering Galerie in Amsterdam vond plaats in 1982. In 1986 was hij gastdocent aan de ArtEZ Academie voor beeldende kunsten Arnhem. Van 1987 tot 2000 was hij als docent 3-D verbonden aan de Gerrit Rietveld Academie in Amsterdam. Makkink werkte afwisselend in Bramfield (Suffolk), Molini di Triora-Agaggio en Amsterdam. In Amsterdam deelde Makkink jarenlang tot zijn dood een atelier met zijn voormalige leerling Adriaan Rees.
Omstreden was in Amsterdam zijn beeld Oude grond, een ook in baksteen uitgevoerde buisvorm aan het Spinozahof. Het moest in 1994 worden gesloopt, omdat het volgens omwonenden hun uitzicht belemmerde.

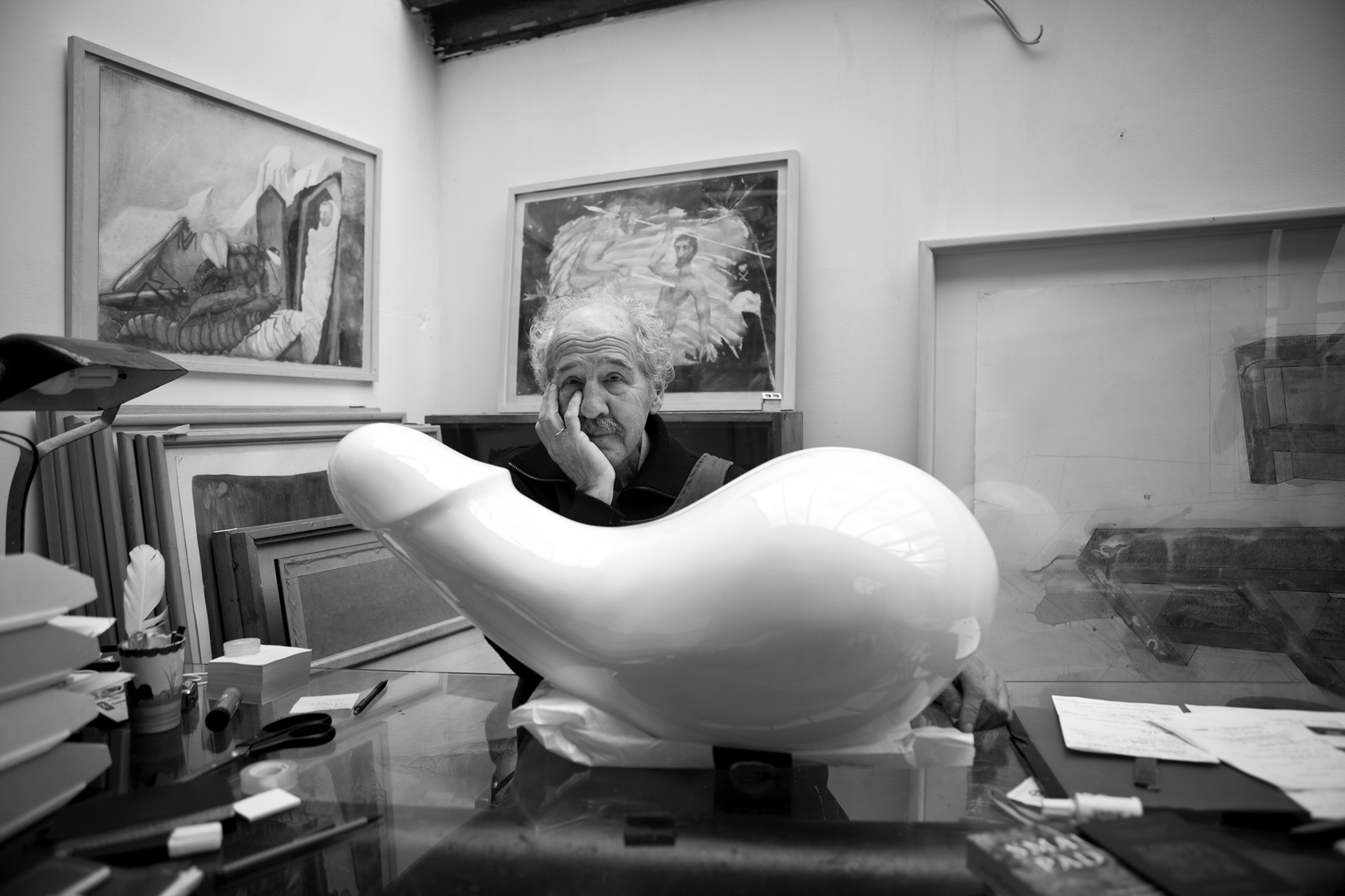
Herman Makkink achter zijn iconische The Rocking Machine, die een prominente rol vervulde in Stanley Kubricks film A Clockwork Orange (foto door Hermans dochter Fiona)

Hij overleed op 20 oktober 2013.

## Werken in de openbare ruimte (selectie)
- 1986 Vier holle vormen, Detroitdreef in Utrecht
- 1987 Tunnel, Vierwindenlaan in Tilburg
- 1987 Obelisk, Marnixplein in Rotterdam
- 1987 Bol-vorm, Sprengenpark in Apeldoorn - geplaatst 1992
- 1988 Getordeerde Torens (of Wokkels), Beijerincklaan in Waddinxveen
- 1988 Module, Van Dam van Isseltweg (gemeentehuis) Geldermalsen
- 1990 Negen Leunblokken, Leeghwaterpad (Waterwijk) in Almere
- 1990 Wegwerphuisje, Cornelis Lelylaan in Amsterdam
- 1990 Zwerfhuis II, Franse Kampheide in Bussum
- 1991 Planeet, Breedstraat in Utrecht
- 1993 Vlindermolen, rotonde Anderlechtlaan/Sloterweg in Amsterdam
- 1994 Ellipsoïde, Purmersteenweg (Stadskantoor) in Purmerend
- 1996 Mondoide, Wassenaarse Slag in Wassenaar
- 1996 Het Domein van de Zwerm, Heteren
- 1987/2001 Oude Grond, Mauritskade in Amsterdam
- 1997/2002 Zigurrat', Alphen aan den Rijn
- 2003 Bolbewoners, Westerpark in Amsterdam

## Fotogalerij

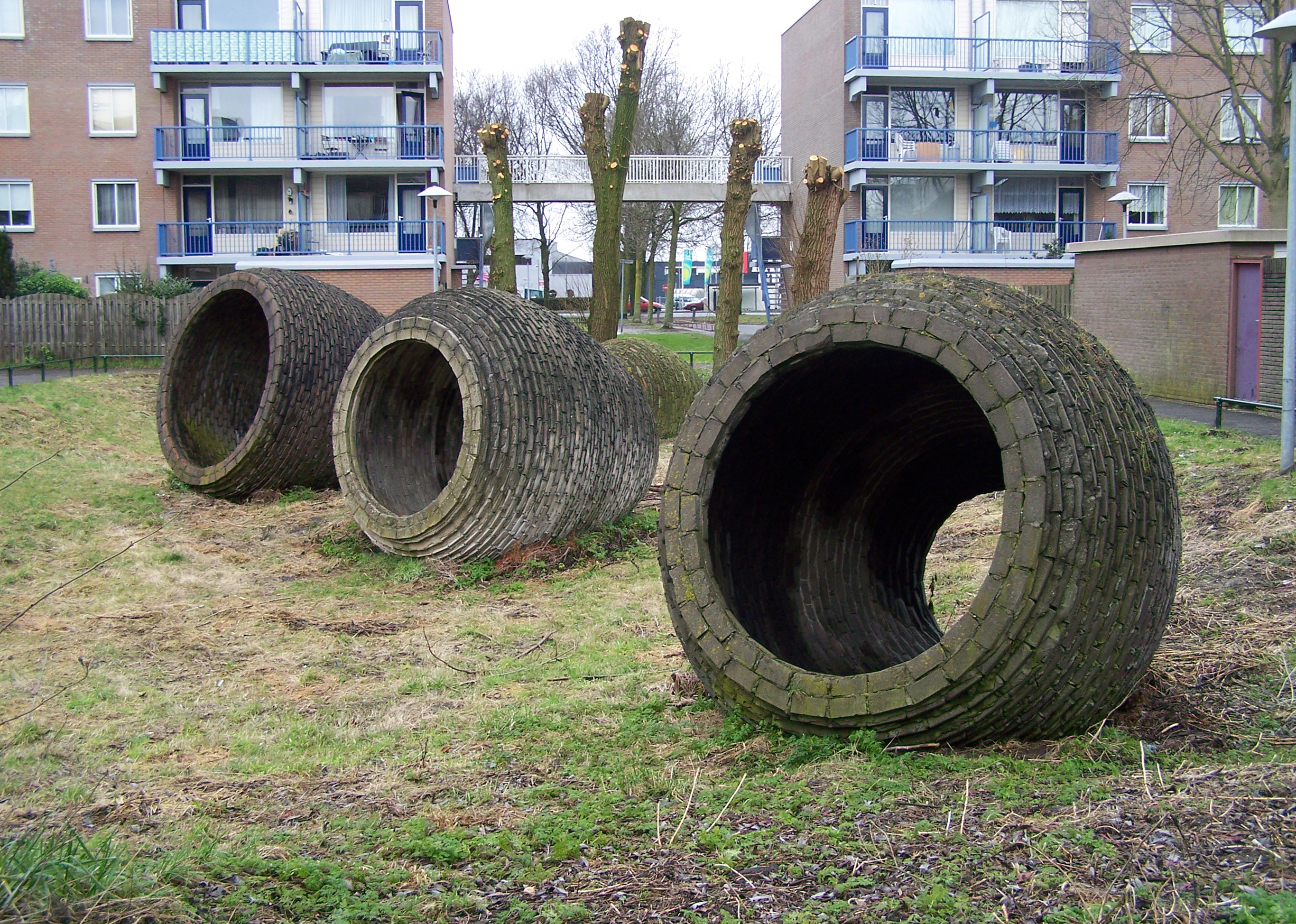
Vier holle vormen (1986)
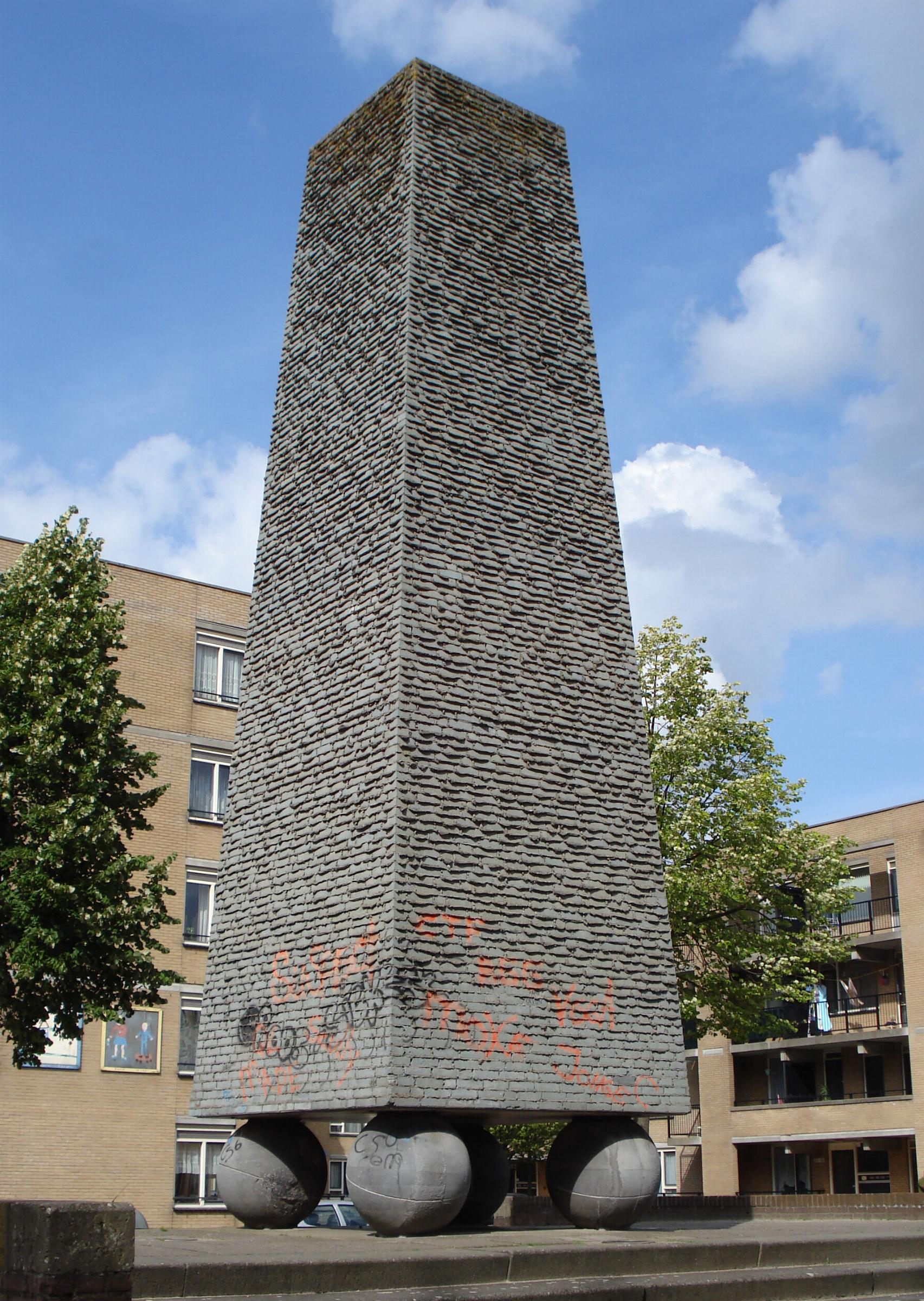
Obelisk (1987)
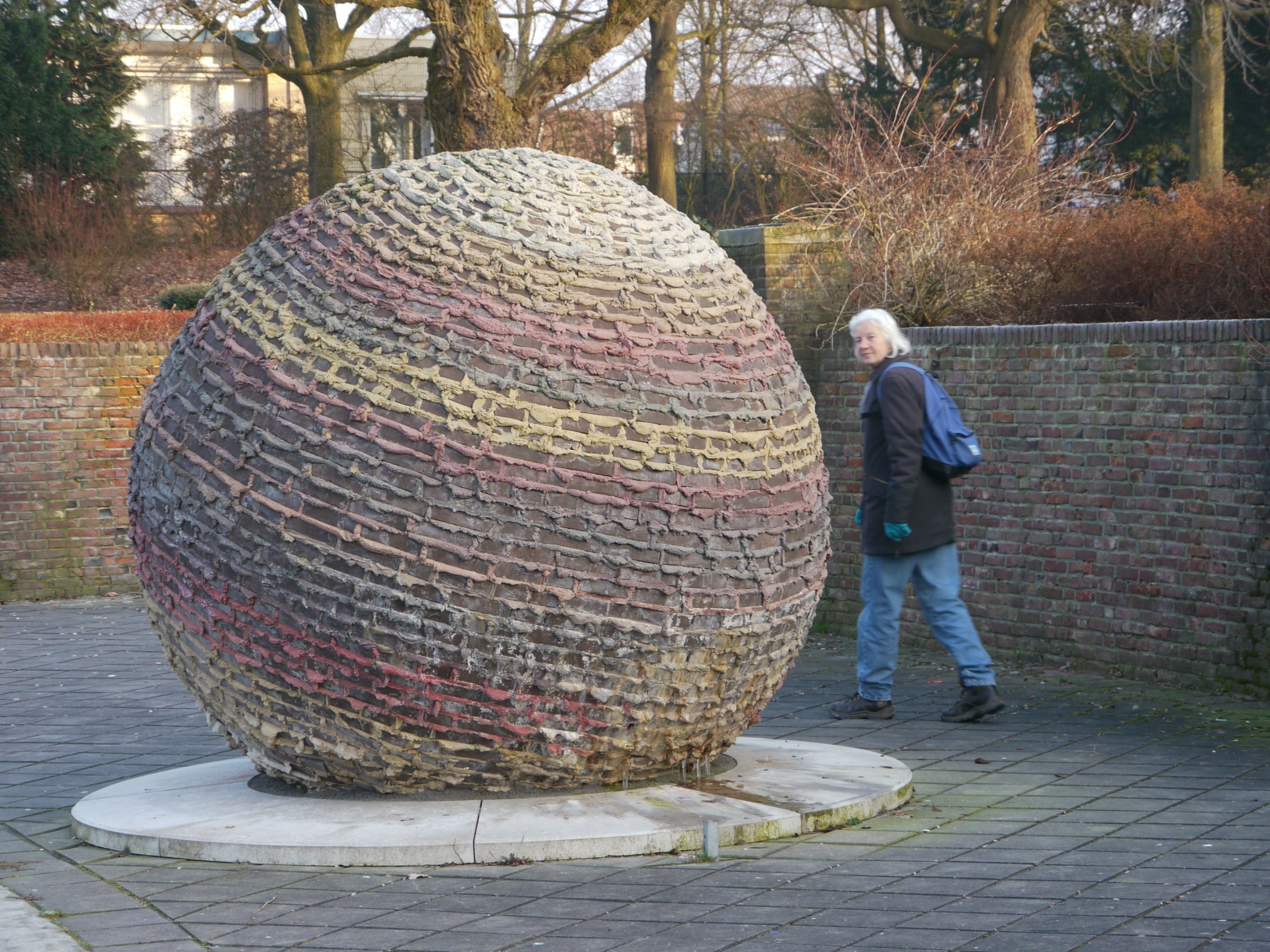
Bol-vorm (1987)
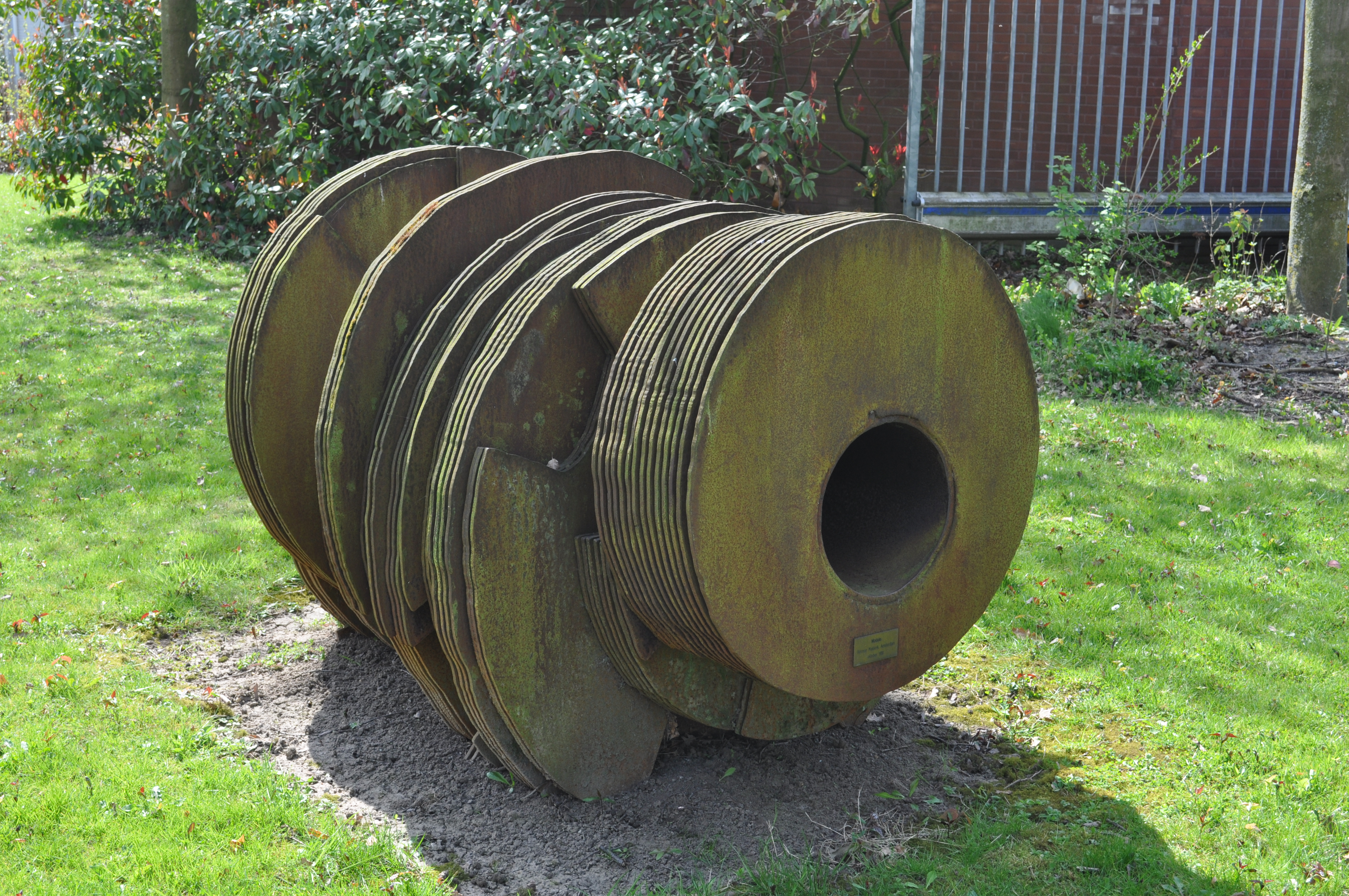
Module (1988)
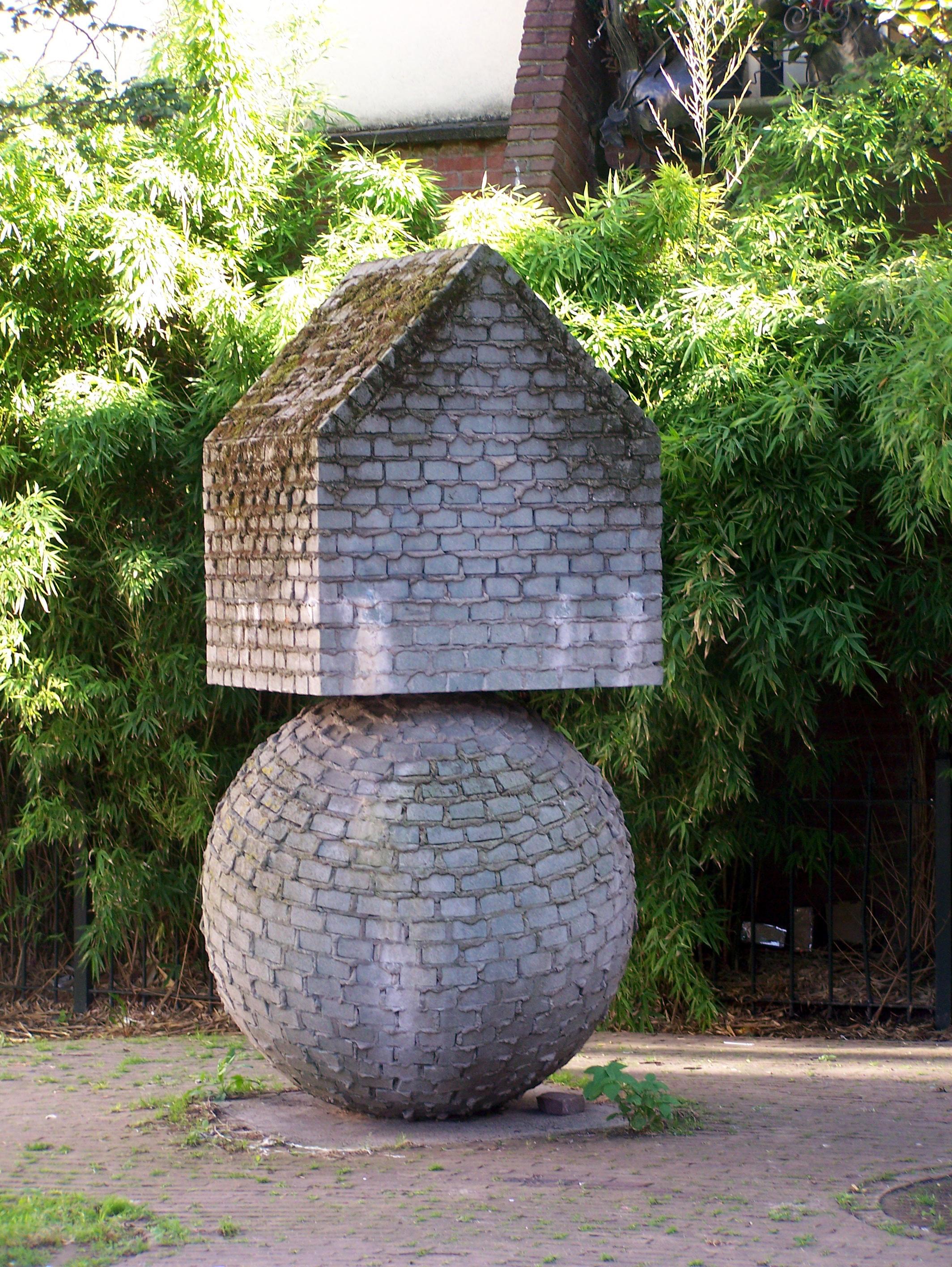
Planeet (1991)
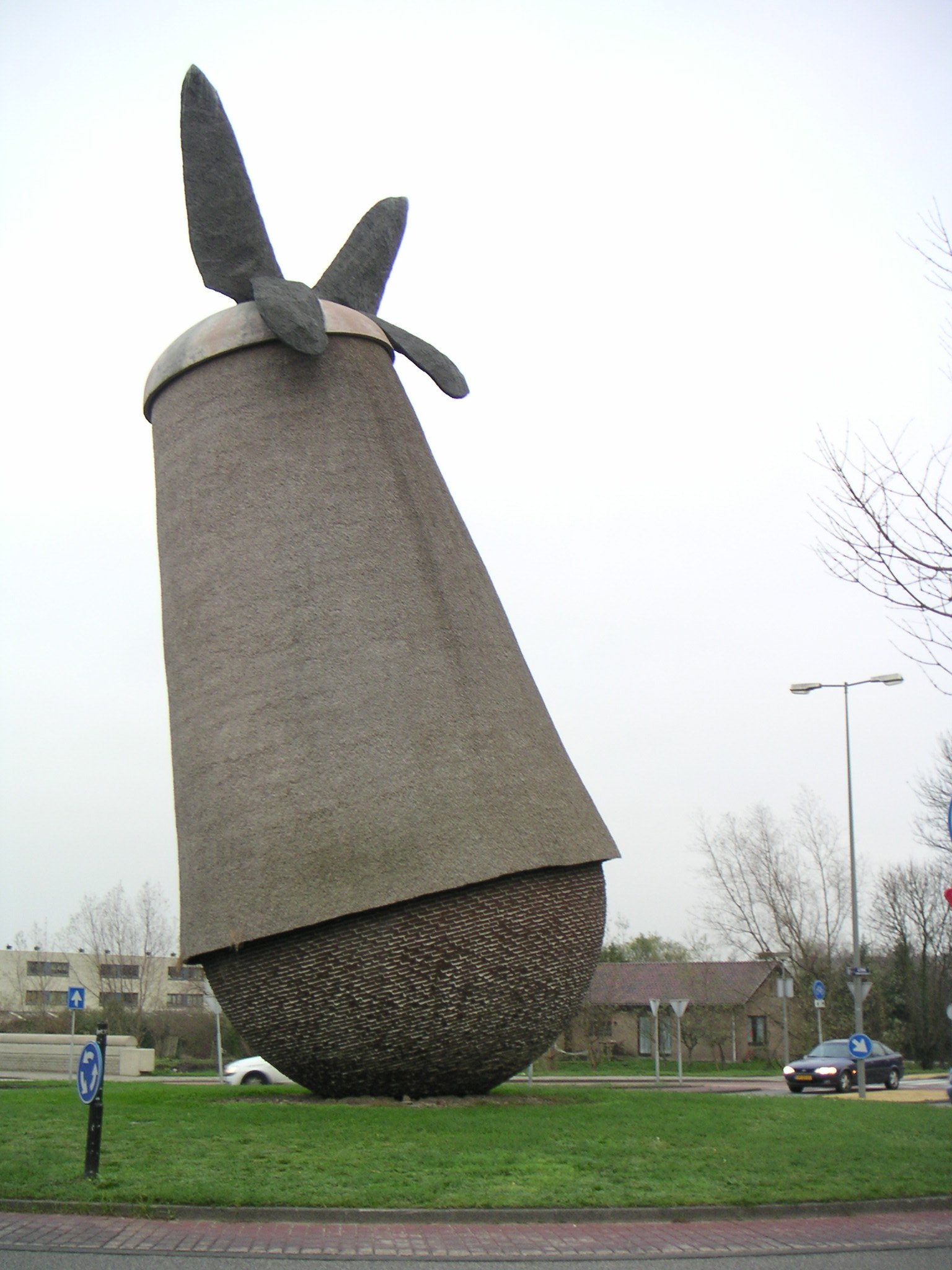
Vlindermolen (1993) in Amsterdam Sloten
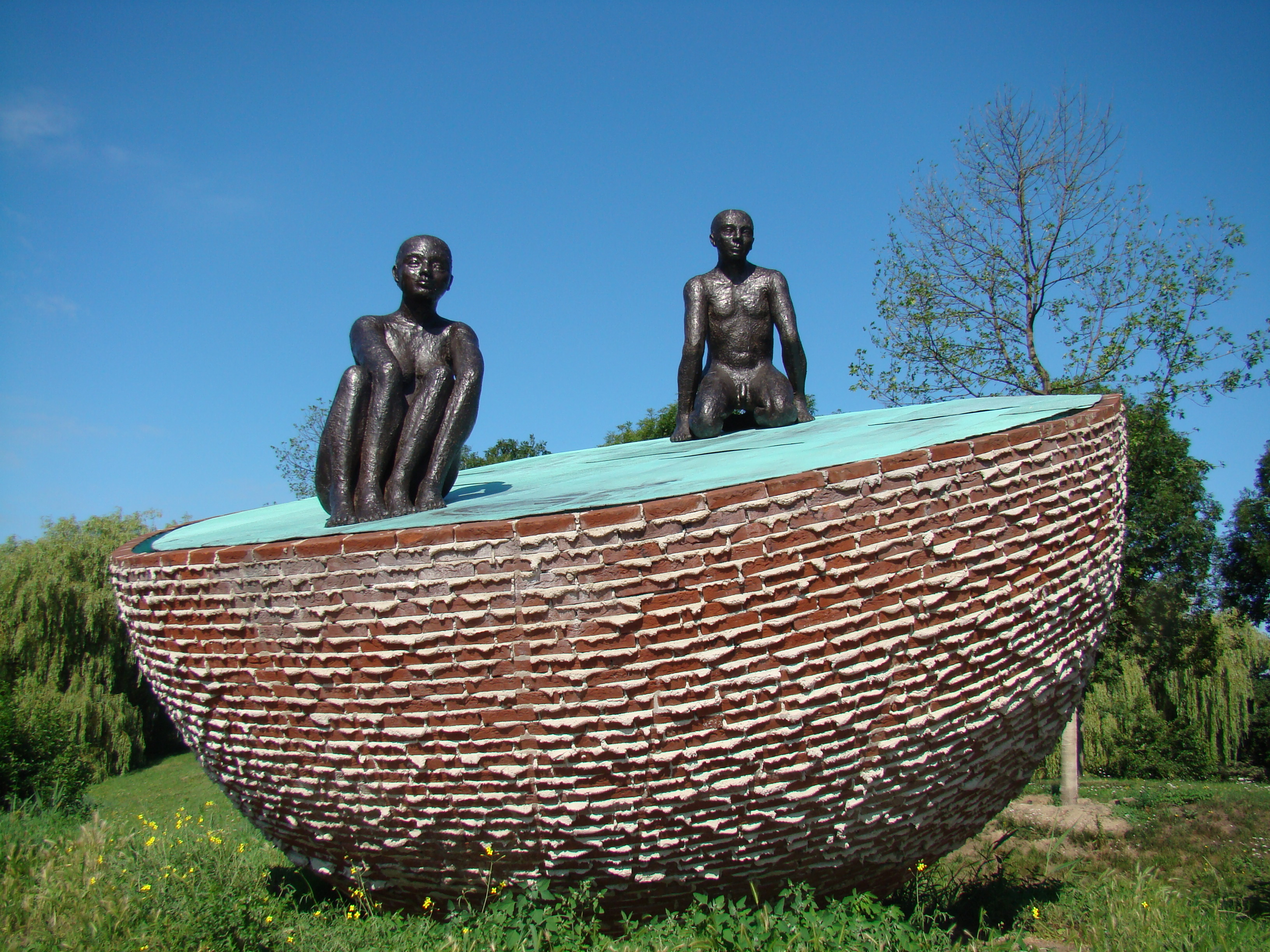
Bolbewoners (2003)